# Pseudohemiodon devincenzii
Pseudohemiodon devincenzii és una espècie de peix de la família dels loricàrids i de l'ordre dels siluriformes. Poden assolir fins a 14,3 cm de longitud total. És un peix d'aigua dolça i de clima temperat.
Es troba a la conca del riu Uruguai a Sud-amèrica. Es va triar el epítet devincenzii en honor del zoòleg Garibaldi J. Devincenzi i autor de la primera Ictiofauna del Río Uruguay Medio el 1942.